# Rodrigo Salinas Muñoz
Pour les articles homonymes, voir Salinas et Rodrigo Salinas.
Rodrigo Alonso Salinas Muñoz, né le 25 février 1989 à Viña del Mar, est un handballeur international chilien.

## Biographie

### En club
Salinas évolue pendant plusieurs saisons en Liga ASOBAL, à Huesca, Torrevieja et Granollers.
Pour la saison 2014-2015, il joue pour le Steaua Bucarest,.
Pour la saison 2015-2016, Salinas devient le premier Chilien de D1 française en s'engageant un an avec le HBC Nantes. Il remplace l'idole locale Jorge Maqueda. Il y retrouve le gardien Matias Schulz, avec qui il a joué à Granollers. Le Chilien se blesse avant le début de la saison à l'aponévrose plantaire et est écarté des terrains pour 5 à 6 semaines. Il rate ainsi le début du championnat et également le Trophée des champions. Il éprouve ensuite des difficultés à retrouver son niveau. Néanmoins, Salinas et les Nantais terminent 3e du Championnat de France et atteignent la finale de la Coupe EHF.
À l'été 2016, il s'engage pour deux ans avec le Chartres MHB 28 (D2). Avec 21 buts marqués lors des 11 premiers matches de la saison, il est encore loin du buteur attendu. À l'issue de la saison, il rejoint le club espagnol du Club Deportivo Bidasoa en Liga ASOBAL

### En sélection
Au championnat panaméricains 2014, Salinas est élu meilleur arrière droit et termine deuxième meilleur buteur de la compétition.
Lors du championnat du monde 2015, Salinas se hisse à la 4e place du classement des buteurs et est le 3e joueur en statistiques cumulées buts/passes décisives, et ce malgré 2 matchs de moins pour la sélection chilienne. Il est élu meilleur handballeur chilien de 2015 par les journalistes sportifs de son pays.

## Style de jeu
Peu imposant par la taille (1,88 m), c’est un joueur aux multiples facettes, capable de tirer de loin mais aussi de finir à 6 mètres.

## Palmarès

### En équipe nationale
Jeux panaméricains
- Finaliste des Jeux panaméricains de 2019
- Médaille de bronze aux Jeux panaméricains de 2011
- Médaille de bronze aux Jeux panaméricains de 2015

Championnats panaméricains
- Finaliste du Championnat panaméricain 2016
- Médaille de bronze au Championnat panaméricain 2010
- Médaille de bronze au Championnat panaméricain 2012
- Médaille de bronze au Championnat panaméricain 2014
- Médaille de bronze au Championnat panaméricain 2018

### En clubs
- deuxième du Championnat d'Espagne en 2019
- finaliste de la Coupe d'Espagne en 2014
- finaliste de la Coupe ASOBAL en 2019